# Милорад Вицановић
Милорад Вицановић Маза (Бања Лука, 6. новембар 1965) је српски и француски стрип цртач. Један је од најутицајнијих стрипских аутора са простора Републике Српске. Своје радове најчешће објављује под псеудонимом Маза. Најпознатији је по стрип серијалу Вундервафен.

## Биографија
Рођен је 1965. године у Бањoj Луци.Основну школу завршио је у Лакташима, а Средњу металско-техничку школу у Бањој Луци (1984). Радио је у штампарији "Графом арк" (1990−1996) и фирмописачкој радљи "АВС DESIGN" (1996−2010). 
Стрипом се почео бавити почетком осамдесетих година двадесетог вијека. У почетку самостално и тек током служења војног рока почиње да остварује прве контакте са другим стрип цртачима. Први стрип је објавио у сарајевском листу "Наши дани" 1985. У наредних двадесет година већином црта стрипове у краћој форми те илустрације за књиге, часописе ("Глас Српске", "Прелом", "Жалосна свеска", "Стрип магазин", "Наши дани", "Сириус", "Школарац"... ) и уџбенике. Рад на свом првом великом пројекту "Школану Форду" започиње 2004. Стрип је рађен по сценарију Ненада Сузића, који се угасио након четири објављена броја. Двије године послије, 2006, на позив Марка Стојановића, започиње рад на трећем албуму из серијала "Вековници" под насловом "Прах", а сурадња се потом наставља и у четвртом броју "Пепео". "Вековнике" је објавила издавачка кућа Систем комикс (System Comics) из Србије, а 2009. завршава прву епизоду вестерн-стрипа "Дивљи вјетар" по сценарију Рајка Радовановића, а 2010. започиње свој продор на француско-белгијско тржиште албумом Triangle Rose који ради с Мајклом Дуфрејном, а који је француски стрип издавача "Солеј" објавио у септембру 2011. који је ускоро објављен и у Њемачкој. За вријеме рада на Трианглу Маза потписује и свој први уговор с француским "Солејом", за серијал Вундервафен (сценарист је Ричард Д. Нолан), за који је већ у првој години направио три објављена албума, а пројект се наставио све до двадесет и петог албума који би требало да буде објављен у јуну 2025. Невјеројатна брзина рада на првом албуму "Вундервафена" препоручила је Мазу да, док је још радио на "Вундервафену", потпише уговор за три албума у серијалу "Лејди Спитфајер" (сценарист: Себастијан Латур) за издавачку кућу "Делкур". Први и други албум, "La Fille de l’air" и "Der Henker" објављени су 2012, трећи наставак, "Une pour tous et tous pour elle", 2013. а четврти "Desert Air Force" 2014.  Поред свега наведеног, 2013. године са Жан Пјер Пекоm за "Делкур" објављује први дио тродијелне приче "Омега" унутар серијала "Jour J". У прве четири године рада за француске издаваче, завршио је чак 10 објављених албума. За "Story and Media" из Индианополиса потписује "Distractions". Стрип серијал "Луфтбалонс" за који је сценарио писао Пеко објавио је за "Деклур". Први од четири тома стрипа "Space Reich" објавио је 2015.  Нацртао је и четири албума мини-серијала “USA Uber Alles”. Ту је и серијал “Индокина”, који је од три планирана стигао, до четвртог албума. Учествовао на: Салону Југословенског стрипа у Винковцима 1988. године, "Сферакон"-у, Загреб 1990. и 1991. године, IV Међународном стрип фестивалу Битола 2004. године, II Међународном стрип фестивалу СКЦ Београд 2004. године, 2005. закаснио са слањем рада на Београдски Салон, али не и на Цртани Романи Шоу у Загребу 2005, VIII Смотри младих стрип аутора, Лесковац 2006. године, IV Међународном Салону стрипа, Београд 2006. године, IV Међународном Салону стрипа, Велес 2006. године гдје је освојио и другу награду за хумористички стрип "Легенда о незваном јунаку", IX Цртани романи Шоу, Загреб 2006. године...
Стрипови на којима ради за издаваче су темом везани за авијацију и Други свјетски рат и алтернативну историју. За француске стрип издаваче до сада је објавио преко 30 албума.
Први је стрип аутор са простора некадашње Југославије чији је стрип албум објављен у Јапану, ријеч је о "Вундервафену". Поред професионалног бављења стрипом, организатор је и Салона стрипа у Лакташима. Члан је Удружења стрип аутора и обожавалаца стрипа Републике Српске "Девета димензија". Живи и ради у Лакташима.